# 巴士的報
《巴士的報》（英語：Bastille Post）是香港的網路媒體，於2013年成立，由星島新聞集團和前行政總裁盧永雄成立的互聯網及流動媒體，總編輯由亞視新聞前採訪主任李彤擔任。取名「巴士的」是借用法國大革命起點的巴士的監獄（巴士底監獄），意圖打破自身局限，投身傳播革命。
根據星島新聞集團公佈，星島集團董事盧永雄佔巴士的報70%股本，而星島集團佔有餘下30%。同時星島提供有償服務予巴士的報。笛卡兒數碼公司由《巴士的報》全資擁有，於2021年以91.7萬港元中標為香港特區政府進行公關服務。

## 外部連結
- 官方網站 （页面存档备份，存于）